# Marquinhos Gabriel
Marcos Gabriel do Nascimento, genannt Marquinhos Gabriel, (* 21. Juli 1990 in Selbach, RS) ist ein brasilianischer Fußballspieler. Der spielstarke Fuß von Marquinhos Gabriel ist der Linke. Er wird vorwiegend als Offensiver Mittelfeldspieler eingesetzt.

## Verein
Marquinhos Gabriel startete seine Laufbahn u. a. im Nachwuchsbereich des SC Internacional aus Porto Alegre. Bei dem Klub schaffte er 2009 den Sprung in den Profikader. In der Staatsmeisterschaft von Rio Grande do Sul betritt Marquinhos am 5. Februar 2009 sein erstes Spiel als Profi. In dem Heimspiel gegen den Canoas SC wurde er in der 75. Minute für Taison eingewechselt.
In der brasilianischen Meisterschaft trat Marquinhos in der Saison 2009 das erste Mal am 19. August 2009 an. Im Heimspiel gegen den SC Corinthians kam er in der 73. Minute für Luis Bolaños ins Spiel. Sein erstes Tor als Profi gelang Marquinhos auch in der Meisterschaftsrunde. Zehn Tage nach seinem Debüt in der Liga am 30. August stand er im Heimspiel gegen den Goiás EC in der Startelf und traf in der 6. Minute zur 1:0-Führung (Entstand-4:0) Partie.
Zur Saison 2011 wurde der Spieler an den Avaí FC ausgeliehen. Nachdem er acht Spiele in der Staatsmeisterschaft von Santa Catarina und fünf in der Série A 2011 bestritten hatte, kehrte Marquinhos bereits Ende Juli 2011 zu Internacional zurück. Er kam den Rest der Saison aber zu keinen weiteren Einsätzen.
Am 13. Januar 2012 wurde bekannt, dass Marquinhos an Sport Recife ausgeliehen wird. Mit Sport bestritt er zunächst 16 Spiele, in denen er ein Tor erzielte in der Staatsmeisterschaft von Pernambuco und wurde mit dem Klub Vize-Meister. In der Série A 2012 kam er auf 21 von 38 möglichen Einsätzen. In diesen erzielte er vier Tore, konnte aber auch den Abstieg von Sport am Saisonende nicht verhindern.
Auch im Folgejahr wurde Marquinhos weiterhin ausgeliehen. Er kam zum EC Bahia. Mit Bahia spielte er in der Staatsmeisterschaft von Bahia sowie weiterhin der Série A 2013. In dem Klub konnte er sich als Stammspieler durchsetzen und weckte dadurch das Interesse der SE Palmeiras. Am 15. Januar 2014 gab der Klub die Verpflichtung von Marquinhos bekannt. Bereits im Juli des Jahres wurde Marquinhos von Palmeiras wieder verkauft. Er kam zum al-Nasr FC nach Saudi-Arabien. Bereits nach einem halben Jahr kehrte Marquinhos Gabriel nach Brasilien zurück. Im Januar 2015 wurde seine Leihe an den FC Santos bekannt. Der Kontrakt erhielt eine Laufzeit über ein Jahr.
Nach Ablauf der Leihe wurde der Spieler vom SC Corinthians verpflichtet bis 31. Juli 2020. Nachdem Marquinhos in Corinthians Série A 2017 in 25 Spielen aufgelaufen war und dabei drei Tore erzielt hatte, kam er 2018 nur noch zu wenigen Einsätzen. Im August des Jahres wurde er dann für ein Jahr an al-Nasr Sports Club in die VAE ausgeliehen. Sein erstes Spiel in der UAE Arabian Gulf League bestritt Marquinhos Gabriel am 30. August 2018, dem ersten Spieltag der Saison 2018/19. Im Heimspiel gegen den Adschman Club stand er in der Startelf. Sein erstes Tor in der Liga erzielte er einen Spieltag später am 14. September 2018. Im Auswärtsspiel gegen den Sharjah FC erzielte er in der 53. Minute den 5:3-Treffer.
Anfang 2019 kehrte Marquinhos Gabriel nach Brasilien zurück. Bei Cruzeiro EC unterschrieb er einen Vertrag über drei Jahre bis Ende 2021. Cruzeiro erwarb 60 % der Transferrechte an dem Spieler. 28 % verblieben bei Corinthians und 12 % bei al-Nasr. Nach dem Abstieg von Cruzeiro am Ende der Série A 2019 in die Série B, wurde Marquinhos Gabriel Anfang Januar 2020 an Athletico Paranaense ausgeliehen. Im September des Jahres kehrte er zu Cruzeiro zurück und bestritt hier noch vier Spiele in der Série B 2020. Anfang März 2021 gab der CR Vasco da Gama aus Rio de Janeiro die ablösefreie Verpflichtung von Marquinhos Gabriel bekannt. Der Vertrag erhielt eine Laufzeit bis Jahresende 2021.
Im März 2022 unterzeichnete der Spieler einen Kontrakt beim Criciúma EC. Der Vertrag erhielt eine Laufzeit bis zum Ende der Série B 2022 im November. Bereits im August verließ Marquinhos Gabriel den Klub wieder. Er ging zum Goiás EC, wo er den Rest der Saison in der Série A 2022 antreten sollte. Nach Austragung der Spiele um die Staatsmeisterschaft von Goiás 2023 verließ Marquinhos Gabriel den Klub und schloss sich wieder Criciuma an. In der Série B 2023 erreichte der Klub am Saisonende im November den dritten Platz und die Startberechtigung für die Série A 2024. Er bestritt dabei 23 von 38 möglichen Spielen (ein Tor), davon zwölf in der Startelf. In der Série A konnte der Klub die Spielklasse nicht halten und musste als 18. direkt wieder absteigen. 
Marquinhos Vertrag mit dem Klub wurde nicht verlängert. Er wechselte zum künftigen Ligakonkurrenten von Criciúma in der Série B 2025 dem Avaí FC. Diese zweite Verpflichtung bei dem Verein erhielt eine Laufzeit bis zum 30. November 2025.

## Erfolge
Internacional
- Copa Federação Gaúcha de Futebol: 2009, 2010
- Recopa Sudamericana: 2011

Santos
- Staatsmeisterschaft von São Paulo: 2015

Corinthians
- Staatsmeisterschaft von São Paulo: 2017, 2018
- Campeonato Brasileiro de Futebol: 2017

Cruzeiro
- Staatsmeisterschaft von Minas Gerais: 2019

Auszeichnungen
- Auswahlmannschaft der Staatsmeisterschaft von Minas Gerais: 2019 mit Cruzeiro